# 罗卡皮亚
罗卡皮亚（義大利語：Rocca Pia），是意大利阿奎拉省的一个市镇。总面积45平方公里，人口174人，人口密度3.9人/平方公里（2009年）。ISTAT代码为066083。